# Schefflera pachycephala
Schefflera pachycephala là một loài thực vật có hoa trong Họ Cuồng cuồng. Loài này được (Planch. & Linden ex Harms) Frodin miêu tả khoa học đầu tiên năm 2003 publ. 2004.